# Morales (El Oro)
Morales ist eine Ortschaft und eine Parroquia rural („ländliches Kirchspiel“) im Kanton Portovelo der ecuadorianischen Provinz El Oro. Die Parroquia besitzt eine Fläche von 77,2 km². Die Einwohnerzahl lag im Jahr 2010 bei 667.

## Lage
Die Parroquia Morales liegt in den westlichen Anden im Südwesten von Ecuador. Der Río Luis, ein rechter Nebenfluss des Río Pindo, fließt entlang der nördlichen Verwaltungsgrenze in Richtung Westsüdwest. Der 1100 m hoch gelegene Ort Morales befindet sich 8 km östlich des Kantonshauptortes Portovelo. Morales ist über Nebenstraßen mit dem Kantonshauptort Portovelo sowie dem südlich gelegenen Ort Salatí verbunden.
Die Parroquia Morales grenzt im Norden an die Parroquia Güizhagüiña (Kanton Zaruma), im Osten an die Provinz Loja mit der Parroquia Gualel im Kanton Loja, im zentralen Süden an die Parroquia Salatí sowie im Südwesten an die Parroquia Curtincápac.

## Orte und Siedlungen
Neben dem Hauptort Morales gibt es in der Parroquia noch folgende Barrios: Colorado, Cutupano, Las Huacas, Los Derrumbos, San Francisco, San Lorenzo, San Roque, San Vicente.

## Geschichte
Die Parroquia Morales wurde am 1. August 1986 gegründet. Zuvor war der Ort ein Barrio.